# Liste der Nummer-eins-Hits in Österreich (1995)
Dies ist eine Liste der Nummer-eins-Hits in Österreich im Jahr 1995. Sie basiert auf den wöchentlichen Single- und Albumlisten der österreichischen Charts. Die Singlecharts waren Top-30-Listen, die Albumcharts umfassten 40 Plätze. Es gab in diesem Jahr elf Nummer-eins-Singles und 17 Nummer-eins-Alben.

## Singles
| ← 1994 ← | Liste der Nummer-eins-Hits in Österreich | Liste der Nummer-eins-Hits in Österreich | Liste der Nummer-eins-Hits in Österreich                                                                 | 1996 → |
| \| Zeitraum \| Wo. ges. \| Interpret \| Titel Autor(en) \| Zusätzliche Informationen \| \| (Zeitraum, Wochen auf Platz eins, Interpret, Titel, Autor[en], zusätzliche Informationen) \| \| \| \| \| \| ----------------------------------------------------------------------------------------- \| -------- \| ------------------ \| -------------------------------------------------------------------------------------------------------- \| ------------------------------------------------------------------------------------------------------------------------------------------- \| \| 27. November 1994 – 7. Januar 1995 6 Wochen (insgesamt 7) \| 7 \| Rednex \| Cotton Eye Joe Janne Ericsson, Örjan Öban Öberg, Pat Reiniz \| Basiert auf dem traditionellen Folksong Cotton-Eyed Joe (1882). \| \| 8. Januar 1995 – 21. Januar 1995 2 Wochen (insgesamt 3) \| 3 \| The Kelly Family \| An Angel The Kelly Family \| – \| \| 29. Januar 1995 – 8. April 1995 10 Wochen (insgesamt 10) \| 10 \| Rednex \| Old Pop in an Oak Pat Reiniz \| – \| \| 9. April 1995 – 20. Mai 1995 6 Wochen (insgesamt 6) \| 6 \| Scatman John \| Scatman (Ski-Ba-Bop-Ba-Dop-Bop) John Larkin, Antonio Nunzio Catania, Tony Catania, Catania Music Studios \| – \| \| 21. Mai 1995 – 8. Juli 1995 7 Wochen (insgesamt 7) \| 7 \| Sin with Sebastian \| Shut Up (And Sleep with Me) Sebastian Roth \| Einziger Hit des One Hit Wonders Sebastian Roth. \| \| 9. Juli 1995 – 15. Juli 1995 1 Woche \| 1 \| Die Schröders \| Lass uns schmutzig Liebe machen Die Schröders \| – \| \| 16. Juli 1995 – 22. Juli 1995 1 Woche (insgesamt 1) \| 1 \| Bryan Adams \| Have You Ever Really Loved a Woman? Bryan Adams, Michael Kamen, Robert John „Mutt“ Lange \| Aus dem Soundtrack zum Film Don Juan DeMarco (1995). \| \| 23. Juli 1995 – 30. September 1995 10 Wochen (insgesamt 10) \| 10 \| Rednex \| Wish You Were Here Leskelä Teijo \| Mit der dritten Single 1995 auf Nummer eins in den Charts gelang es Rednex ganze drei Mal in den Jahrescharts vertreten zu sein. \| \| 1. Oktober 1995 – 28. Oktober 1995 4 Wochen (insgesamt 4) \| 4 \| Technohead \| I Wanna Be a Hippy Lee Newman, Michael Wells \| – \| \| 29. November 1995 – 16. Dezember 1995 2 Wochen (insgesamt 7) \| 7 \| Double Vision \| Knockin’ Carol Mc Closkey, Pedro Cerveró \| – \| \| 17. Dezember 1995 – 17. Februar 1996 9 Wochen (insgesamt 9) \| 9 \| Coolio feat. L. V. \| Gangsta’s Paradise Larry Sanders, Stevie Wonder \| Aus dem Soundtrack zum Film Dangerous Minds – Wilde Gedanken (1995). Basiert musikalisch auf dem Stück Pasttime Paradise von Stevie Wonder. \| |                                          |                                          | | |
| ← 1994 |                                          |                                          | | → 1996 → |
| Zeitraum | Wo. ges.                                 | Interpret                                | Titel Autor(en)                                                                                          | Zusätzliche Informationen |
| (Zeitraum, Wochen auf Platz eins, Interpret, Titel, Autor[en], zusätzliche Informationen) |                                          |                                          | | |
| 27. November 1994 – 7. Januar 1995 6 Wochen (insgesamt 7) | 7                                        | Rednex                                   | Cotton Eye Joe Janne Ericsson, Örjan Öban Öberg, Pat Reiniz                                              | Basiert auf dem traditionellen Folksong Cotton-Eyed Joe (1882).                                                                             |
| 8. Januar 1995 – 21. Januar 1995 2 Wochen (insgesamt 3) | 3                                        | The Kelly Family                         | An Angel The Kelly Family                                                                                | – |
| 29. Januar 1995 – 8. April 1995 10 Wochen (insgesamt 10) | 10                                       | Rednex                                   | Old Pop in an Oak Pat Reiniz                                                                             | – |
| 9. April 1995 – 20. Mai 1995 6 Wochen (insgesamt 6) | 6                                        | Scatman John                             | Scatman (Ski-Ba-Bop-Ba-Dop-Bop) John Larkin, Antonio Nunzio Catania, Tony Catania, Catania Music Studios | – |
| 21. Mai 1995 – 8. Juli 1995 7 Wochen (insgesamt 7) | 7                                        | Sin with Sebastian                       | Shut Up (And Sleep with Me) Sebastian Roth                                                               | Einziger Hit des One Hit Wonders Sebastian Roth.                                                                                            |
| 9. Juli 1995 – 15. Juli 1995 1 Woche | 1                                        | Die Schröders                            | Lass uns schmutzig Liebe machen Die Schröders                                                            | – |
| 16. Juli 1995 – 22. Juli 1995 1 Woche (insgesamt 1) | 1                                        | Bryan Adams                              | Have You Ever Really Loved a Woman? Bryan Adams, Michael Kamen, Robert John „Mutt“ Lange                 | Aus dem Soundtrack zum Film Don Juan DeMarco (1995).                                                                                        |
| 23. Juli 1995 – 30. September 1995 10 Wochen (insgesamt 10) | 10                                       | Rednex                                   | Wish You Were Here Leskelä Teijo                                                                         | Mit der dritten Single 1995 auf Nummer eins in den Charts gelang es Rednex ganze drei Mal in den Jahrescharts vertreten zu sein.            |
| 1. Oktober 1995 – 28. Oktober 1995 4 Wochen (insgesamt 4) | 4                                        | Technohead                               | I Wanna Be a Hippy Lee Newman, Michael Wells                                                             | – |
| 29. November 1995 – 16. Dezember 1995 2 Wochen (insgesamt 7) | 7                                        | Double Vision                            | Knockin’ Carol Mc Closkey, Pedro Cerveró                                                                 | – |
| 17. Dezember 1995 – 17. Februar 1996 9 Wochen (insgesamt 9) | 9                                        | Coolio feat. L. V.                       | Gangsta’s Paradise Larry Sanders, Stevie Wonder                                                          | Aus dem Soundtrack zum Film Dangerous Minds – Wilde Gedanken (1995). Basiert musikalisch auf dem Stück Pasttime Paradise von Stevie Wonder. |

## Alben
| ← 1994 ← | Liste der Nummer-eins-Alben in Österreich | Liste der Nummer-eins-Alben in Österreich | Liste der Nummer-eins-Alben in Österreich | 1996 →                                                                                |
| \| Zeitraum \| Wo. ges. \| Interpret \| Titel \| Zusätzliche Informationen \| \| (Zeitraum, Wochen auf Platz eins, Interpret, Titel, zusätzliche Informationen) \| \| \| \| \| \| ------------------------------------------------------------------------------ \| -------- \| ------------------------------- \| --------------------------------------- \| ------------------------------------------------------------------------------------- \| \| 18. Dezember 1994 – 7. Januar 1995 3 Wochen (insgesamt 3) \| 3 \| Erste Allgemeine Verunsicherung \| Nie wieder Kunst (wie immer …) \| Für die Erste Allgemeine Verunsicherung ist es das fünfte Nummer-eins-Album in Folge. \| \| 8. Januar 1995 – 14. Januar 1995 1 Woche (insgesamt 2) \| 2 \| The Kelly Family \| Over the Hump \| – \| \| 15. Januar 1995 – 4. März 1995 7 Wochen \| 7 \| The Cranberries \| No Need to Argue \| – \| \| 5. März 1995 – 11. März 1994 1 Woche (insgesamt 2) \| 2 \| The Kelly Family \| Over the Hump \| – \| \| 12. März 1995 – 22. April 1995 6 Wochen (insgesamt 6) \| 6 \| Bruce Springsteen \| Greatest Hits \| – \| \| 23. April 1995 – 6. Mai 1995 2 Wochen (insgesamt 2) \| 2 \| Vangelis \| 1492: Conquest of Paradise (Soundtrack) \| Soundtrack zum Film 1492 – Die Eroberung des Paradieses (1992). \| \| 7. Mai 1995 – 13. Mai 1995 1 Woche \| 1 \| Wet Wet Wet \| Picture This \| – \| \| 14. Mai 1995 – 27. Mai 1994 2 Wochen \| 2 \| Take That \| Nobody Else \| – \| \| 15. Mai 1995 – 3. Juni 1995 2 Wochen (insgesamt 2) \| 2 \| Vangelis \| 1492: Conquest of Paradise \| – \| \| 4. Juni 1995 – 24. Juni 1995 3 Wochen \| 3 \| Elton John \| Made in England \| – \| \| 25. Juni 1995 – 1. Juli 1995 1 Woche \| 1 \| Pink Floyd \| Pulse \| – \| \| 2. Juli 1995 – 5. August 1995 5 Wochen \| 5 \| Bon Jovi \| These Days \| – \| \| 6. August 1995 – 19. August 1995 2 Wochen (insgesamt 6) \| 6 \| Die Schlümpfe \| Tekkno ist cool Vol. 1 \| – \| \| 20. August 1995 – 26. August 1995 1 Woche \| 1 \| Die Doofen \| Lieder, die die Welt nicht braucht \| – \| \| 27. August 1995 – 23. September 1995 4 Wochen (insgesamt 6) \| 6 \| Die Schlümpfe \| Tekkno ist cool Vol. 1 \| – \| \| 24. September 1995 – 21. Oktober 1995 4 Wochen \| 4 \| S.T.S. \| Zeit \| Das vierte Nummer-eins-Album für die österreichische Popband. \| \| 22. Oktober 1995 – 11. November 1994 3 Wochen \| 3 \| Simply Red \| Life \| – \| \| 12. November 1995 – 18. November 1995 1 Woche \| 1 \| Die Schlümpfe \| Megaparty Vol. 2 \| – \| \| 19. November 1995 – 23. Dezember 1995 5 Wochen (insgesamt 9) \| 9 \| Queen \| Made in Heaven \| – \| \| 24. Dezember 1995 – 6. Januar 1996 2 Wochen (insgesamt 2) \| 2 \| The Kelly Family \| Christmas for All \| – \| |                                           |                                           |                                           |                                                                                       |
| ← 1994 |                                           |                                           |                                           | → 1996 →                                                                              |
| Zeitraum | Wo. ges.                                  | Interpret                                 | Titel                                     | Zusätzliche Informationen                                                             |
| (Zeitraum, Wochen auf Platz eins, Interpret, Titel, zusätzliche Informationen) |                                           |                                           |                                           |                                                                                       |
| 18. Dezember 1994 – 7. Januar 1995 3 Wochen (insgesamt 3) | 3                                         | Erste Allgemeine Verunsicherung           | Nie wieder Kunst (wie immer …)            | Für die Erste Allgemeine Verunsicherung ist es das fünfte Nummer-eins-Album in Folge. |
| 8. Januar 1995 – 14. Januar 1995 1 Woche (insgesamt 2) | 2                                         | The Kelly Family                          | Over the Hump                             | –                                                                                     |
| 15. Januar 1995 – 4. März 1995 7 Wochen | 7                                         | The Cranberries                           | No Need to Argue                          | –                                                                                     |
| 5. März 1995 – 11. März 1994 1 Woche (insgesamt 2) | 2                                         | The Kelly Family                          | Over the Hump                             | –                                                                                     |
| 12. März 1995 – 22. April 1995 6 Wochen (insgesamt 6) | 6                                         | Bruce Springsteen                         | Greatest Hits                             | –                                                                                     |
| 23. April 1995 – 6. Mai 1995 2 Wochen (insgesamt 2) | 2                                         | Vangelis                                  | 1492: Conquest of Paradise (Soundtrack)   | Soundtrack zum Film 1492 – Die Eroberung des Paradieses (1992).                       |
| 7. Mai 1995 – 13. Mai 1995 1 Woche | 1                                         | Wet Wet Wet                               | Picture This                              | –                                                                                     |
| 14. Mai 1995 – 27. Mai 1994 2 Wochen | 2                                         | Take That                                 | Nobody Else                               | –                                                                                     |
| 15. Mai 1995 – 3. Juni 1995 2 Wochen (insgesamt 2) | 2                                         | Vangelis                                  | 1492: Conquest of Paradise                | –                                                                                     |
| 4. Juni 1995 – 24. Juni 1995 3 Wochen | 3                                         | Elton John                                | Made in England                           | –                                                                                     |
| 25. Juni 1995 – 1. Juli 1995 1 Woche | 1                                         | Pink Floyd                                | Pulse                                     | –                                                                                     |
| 2. Juli 1995 – 5. August 1995 5 Wochen | 5                                         | Bon Jovi                                  | These Days                                | –                                                                                     |
| 6. August 1995 – 19. August 1995 2 Wochen (insgesamt 6) | 6                                         | Die Schlümpfe                             | Tekkno ist cool Vol. 1                    | –                                                                                     |
| 20. August 1995 – 26. August 1995 1 Woche | 1                                         | Die Doofen                                | Lieder, die die Welt nicht braucht        | –                                                                                     |
| 27. August 1995 – 23. September 1995 4 Wochen (insgesamt 6) | 6                                         | Die Schlümpfe                             | Tekkno ist cool Vol. 1                    | –                                                                                     |
| 24. September 1995 – 21. Oktober 1995 4 Wochen | 4                                         | S.T.S.                                    | Zeit                                      | Das vierte Nummer-eins-Album für die österreichische Popband.                         |
| 22. Oktober 1995 – 11. November 1994 3 Wochen | 3                                         | Simply Red                                | Life                                      | –                                                                                     |
| 12. November 1995 – 18. November 1995 1 Woche | 1                                         | Die Schlümpfe                             | Megaparty Vol. 2                          | –                                                                                     |
| 19. November 1995 – 23. Dezember 1995 5 Wochen (insgesamt 9) | 9                                         | Queen                                     | Made in Heaven                            | –                                                                                     |
| 24. Dezember 1995 – 6. Januar 1996 2 Wochen (insgesamt 2) | 2                                         | The Kelly Family                          | Christmas for All                         | –                                                                                     |

## Jahreshitparaden
| ← 1994 ← | Liste der Nummer-eins-Hits in Österreich | Liste der Nummer-eins-Hits in Österreich         | Liste der Nummer-eins-Hits in Österreich | 1996 →   |
| \| Singles \| Position# \| Alben \| \| --------------------------------------------------------------------------------------------------------------------- \| --------- \| ------------------------------------------------ \| \| Wish You Were Here Rednex Leskelä Teijo \| 1 \| Over the Hump The Kelly Family \| \| Old Pop in an Oak Rednex Pat Reiniz \| 2 \| Smash The Offspring \| \| Lass uns schmutzig Liebe machen Die Schröders \| 3 \| Tekkno ist cool Vol. 1 Die Schlümpfe \| \| Conquest of Paradise Vangelis \| 4 \| Dookie Green Day \| \| Shut Up (And Sleep with Me) Sin with Sebastian Sebastian Roth \| 5 \| 1492: Conquest of Paradise (Soundtrack) Vangelis \| \| Have You Ever Really Loved a Woman? Bryan Adams Bryan Adams, Michael Kamen, Robert John „Mutt“ Lange \| 6 \| No Need to Argue The Cranberries \| \| Zombie The Cranberries Dolores O’Riordan \| 7 \| Greatest Hits Bruce Springsteen \| \| Scatman (Ski-Ba-Bop-Ba-Dop-Bop) Scatman John John Larkin, Antonio Nunzio Catania, Tony Catania, Catania Music Studios \| 8 \| Cross Road Bon Jovi \| \| An Angel The Kelly Family \| 9 \| Made in England Elton John \| \| Cotton Eye Joe Rednex Janne Ericsson, Örjan Öban Öberg, Pat Reiniz \| 10 \| These Days Bon Jovi \| |                                          |                                                  |                                          |          |
| ← 1994 |                                          |                                                  |                                          | → 1996 → |
| Singles | Position#                                | Alben                                            |                                          |          |
| Wish You Were Here Rednex Leskelä Teijo | 1                                        | Over the Hump The Kelly Family                   |                                          |          |
| Old Pop in an Oak Rednex Pat Reiniz | 2                                        | Smash The Offspring                              |                                          |          |
| Lass uns schmutzig Liebe machen Die Schröders | 3                                        | Tekkno ist cool Vol. 1 Die Schlümpfe             |                                          |          |
| Conquest of Paradise Vangelis | 4                                        | Dookie Green Day                                 |                                          |          |
| Shut Up (And Sleep with Me) Sin with Sebastian Sebastian Roth | 5                                        | 1492: Conquest of Paradise (Soundtrack) Vangelis |                                          |          |
| Have You Ever Really Loved a Woman? Bryan Adams Bryan Adams, Michael Kamen, Robert John „Mutt“ Lange | 6                                        | No Need to Argue The Cranberries                 |                                          |          |
| Zombie The Cranberries Dolores O’Riordan | 7                                        | Greatest Hits Bruce Springsteen                  |                                          |          |
| Scatman (Ski-Ba-Bop-Ba-Dop-Bop) Scatman John John Larkin, Antonio Nunzio Catania, Tony Catania, Catania Music Studios | 8                                        | Cross Road Bon Jovi                              |                                          |          |
| An Angel The Kelly Family | 9                                        | Made in England Elton John                       |                                          |          |
| Cotton Eye Joe Rednex Janne Ericsson, Örjan Öban Öberg, Pat Reiniz | 10                                       | These Days Bon Jovi                              |                                          |          |